# ژوآو ژیلبرتو
ژوآو ژیلبرتو (به پرتغالی: João Gilberto) (زادهٔ ۱۰ ژوئن ۱۹۳۱ – درگذشته ۶ ژوئیه ۲۰۱۹) نوازنده گیتار و خواننده برزیلی بود که در دهه ۱۹۵۰ در سراسر جهان وی را "پدر بوسا نوا" مینامیدند. در سال ۱۹۶۳ همراه با همسر اولش آسترود ژیلبرتو و استن گتز معروف‌ترین آهنگ جاز برزیلی به نام «دختری از ایپانه‌ما» را اجرا کرده‌است.